# George Gaidzik
George Gaidzik (22. únor 1885 – 25. srpen 1938) byl americký skokan a olympionik. Účastnil se letních olympijských her v letech 1908 a 1912.
Na hrách z roku 1908 získal spolu s německým reprezentantem Gottlobem Walzem bronzovou medaili v třímetrovém prknu. Účastnil se také skoků z 10metrové věže, kde skončil pátý. O čtyři roky později byl osmý na třímetrovém prkně, v dalších dvou disciplínách nepostoupil z prvního kola.